# Eupholidoptera marashensis
Eupholidoptera marashensis är en insektsart som beskrevs av Salman 1983. Eupholidoptera marashensis ingår i släktet Eupholidoptera och familjen vårtbitare. Inga underarter finns listade i Catalogue of Life.